# Esbjörn Blåpanna
Esbjörn Blåpanna till Österby (1372-1438), var en svensk medeltida frälseman, väpnare och godsägare som levde i Tumbo socken, Södermanlands län. Han ägde gårdar i sjutton socknar, varav nio socknar i Södermanland. 

## Biografi
Esbjörn Blåpanna nämns första gången 10 mars 1372 när kungarna Magnus och Håkan pantsätter för en skuld om 600 mark svenska penningar till sin älsklige tjänare Esbjörn Blåpanna godset Ostra (i Sundby socken) i Österrekarne härad, Södermanland, med dess tillägor och dess två landbogårdar i Västerrekarne härad. Esbjörn och hans arvingar skall behålla godset till dess att hela skuldsumman gäldats.
Esbjörns stöd till de båda kungarna, som han förblev trogen ända inpå 1370-talet, skaffade honom en fiende i drotsen Bo Jonsson (Grip), vilken banade väg för den tyske hertigen Albrekt av Mecklenburg att erövra Sveriges kungakrona. 1364 föll borgen Sundbyahus (idag Stora Sundby slott) och en av dem som tyskarna tog tillfånga var Nils Larsson i Mörby, som senare blev Esbjörn Blåpannas svärfar. I juni 1364 var Esbjörns (blivande?) svärfar Nils Larsson åter fri, utlöst av Torsten Gjurdsson (Oxenstierna), make till Esbjörns systerdotter Bengta Eriksdotter (sparre).
Men i februari 1364 nämns två andra av kung Albrekts fångar: 
| ”           | Nils Larsson säljer till Torsten Gjurdsson sin arvslott i den kvarn i Norrköping, som han och hans broder Arnolf ärvt efter sin fader, nämligen hela ena hälften och 2/7 av den andra hälften, vilka 2/7 han ärvt efter sin broder Arnolf. Vederlaget motsvarades av att Torsten betalat den lösesumma som Nils utlovat för att friges ur den fångenskap vari han kommit när kung Albrekt och hans folk erövrade (Stora) Sundby slott. | „ |
| – sdhk_8541 | |   |

Och en tredje fånge, väpnaren Clemens Petersson (sparre), pantsätter också sina gods på Öland till Nils Turesson (Bielke) och med viss ekonomisk hjälp från Torsten Gjurdsson (Oxenstierna), för att återfå friheten.
1365 förlorade kungarna Magnus och Håkan i slaget vid Gata, Håkan flydde till Norge, och Magnus fängslades av Albrekt under 1364-1371, och efter att han fått friheten åter reste han till Norge. 
1372 och 1373 nämns Esbjörn Blåpanna som kungarna Magnus och Håkans tjänare, och utgör en tydligare fiende för kung Albrekt, och hans drots. Enligt historikern Bengt Hildebrand förföljdes Esbjörn av den hatiske drotsen Bo Jonsson (Grip), och 1373 uppges Esbjörn vara fängslad. Esbjörn var långivare till kungarna vilket belade dem med ett särskilt ansvar att köpa honom fri.
28 maj 1373 pantsätter kungarna Magnus och Håkan av Sverige och Norge till välboren man Harald Magnusson (två nedvända sparrar), (en svensk i kungarnas norska omgivning, från Kinne härad i Västergötland) med all årlig avkastning, bötesintäkter och annan kunglig rätt jämte kungliga pålagor för en skuld om 600 mark gängse mynt, vilken summa Harald förbundit sig att erlägga för att lösa Esbjörn Blåpanna, konungens tjänare, ur fångenskap. Därvid skall Harald utan redovisning inför konungarna uppbära avkastningen av häradet men från huvudgälden avräkna intäkterna av framtida kungliga pålagor och av böter på rättartingen.
Senast maj 1373 är Esbjörn åter fri, och nämns sedan inte i källorna under de närmaste 23 åren, och Hildebrand tror att han under dessa år möjligen befann sig i Norge. Under tiden fortsatte konfliken i Sverige, där en kulmen var 1374, när Esbjörns släkting, riddaren Mats Gustavsson (sparre) dräpte biskop Gottskalk Falkdal. 
Senast 1396 uppträder Esbjörn åter i källorna, och senast 1398 gifte sig Esbjörn Blåpanna med Katarina Nilsdotter (Mörbyätten). Esbjörn kom också att tillhöra de sörmländska frälseätter som gav sitt stöd till Engelbrekt Engelbrektsson. 
16 juni 1399 dömer Riddaren Sten Bengtsson, kung Eriks domhavande, och riddaren Erengisle Nilsson, lagman i Södermanland, vid räfsteting med Västra Rekarna hundare på talan av Esbjörn Blåpanna mot Bo Jonssons arvingar - för vilka herr Knut Bosson (Grip) ej inställt sig - 2 gårdar i Väsby i Tumbo socken med Kvicksund och 1/2 markland i Sörby samt Västra Vargarn i Lista socken (allt i Västerrekarne härad), som Bo Jonsson (Grip) honom olagligt avhänt; herr Knut Bosson skulle förete sin bevisning inom 12 veckor där näst efter.
30 december 1400 skänker Esbjörn Blåpanna och Katrin Nilsdotter jord i Malberg i Vingåkers socken till Säby (Julita) kloster.
13 januari 1416 ger  Esbjörn Blåpanna sin systerdotter Ingerd Ravaldsdotter och hennes man Anders Ruska jord i ”Aby” i Salems socken, Strängnäs stift, samt halva ”Rønwndha” kvarnström i Närje å i samma stift i stället för de pengar han såsom hennes målsman utlånat till kungarna Magnus och Håkan men aldrig återfått. 
3 juli 1438 säljer Esbjörn Blåpanna till Tumbo kyrka 5 örtugland i Övlingeby i Tumbo socken i Västerrekarne härad, Strängnäs stift, för 10 mark svenska penningar Stockholms mynt, och skänker kyrkan för sin och sina föräldrars själar det belopp varmed värdet av den försålda jorden överstiger köpesumman.
Esbjörn levde fortfarande 1438, och bebodde gården Österby, men avled förmodligen 1439, och omtalas som död i januari 1440. Claes Annerstedt menar att han inte kan vara densamma Esbjörn Blåpanna som nämns så sent, och anförde att det rör sig om 2 personer, vilka han kallar Esbjörn den äldre och Esbjörn den yngre., något som Bengt Hildebrand tillbakavisar.

## GårdenÖsterby
De båda kungarna betalades aldrig tillbaka sin skuld, varför gården Österby efter Esbjörns död, utgjorde arvegods för Esbjörns arvingar, enligt den år 1372 stipulerade lånehandlingen.
Österby är belägen i Tumbo socken i Södermanland vilken förr ingick i Västerrekarne härad, och ingår sedan 1971 i Eskilstuna kommun och motsvarar från 2016 Tumbo distrikt, beläget väster om Torshälla och söder om Mälarfjärdarna Galten och Blacken och genomkorsas av Strömsholmsåsen.

## Esbjörn Blåpanna och hans arvingar
Arvet blev också föremål för en studie, Esbjörn Blåpanna och hans arvingar, medeltidsstudier kring handlingar i Ribbingska huvudmannaarkivet, en licentiatavhandling skriven av historikern Bengt Hildebrand och utgiven av Personhistoriska samfundet i Personhistorisk tidskrift nummer 1-4, 1934. Studien möjliggjordes genom att Hildebrand fick tillgång till det så kallade Ribbingska huvudmannaarkivet via huvudmännen för ätten Ribbing, professor Seved Ribbing och hans son, Lännart Ribbing.

## Österbyarvet
Gustav Vasas riksråd Peder Hansson (Forstenasläkten) var gift med och så kom Österby till Forstenasläkten.
Gården övergick från Forstenasläkten till kammarjunkaren Erik Pedersson Ribbing (1577-1623) när han 1606 gifte sig med Peder Hanssons sonsons dotter Anna Pedersdotter (Forstenasläkten), och ärvdes och ägdes som sätesgård inom Österbygrenen av ätten Ribbing fram till att Österby såldes av Bengt Reinhold Ribbing (1729–1794) till biskopen i Strängnäs, Jacob Serenius (1700-1776) vars svärson Ternell sålde gården till Albrekt von Lantinghausen (1751–1820). Österby ärvdes vidare inom ätten von Lantingshausen fram till att ätten dog ut på svärdssidan 1856 och på kvinnolinjen 1859. 
Ättens fideikommissegendomar jämte namnet övergick då till den med ätten på kvinnolinjen besläktade friherrliga ätten von Höpken, vars huvudman också kallade sig von Lantingshausen von Höpken, och Österby innehades under 1900-talet av ätten von Plomgren.